# Ochna serrulata
Espèce
Classification phylogénétique
Ochna serrulata est une espèce de plantes à fleurs de la famille des Ochnaceae. c'est un arbre originaire d'Afrique du Sud.

## Description

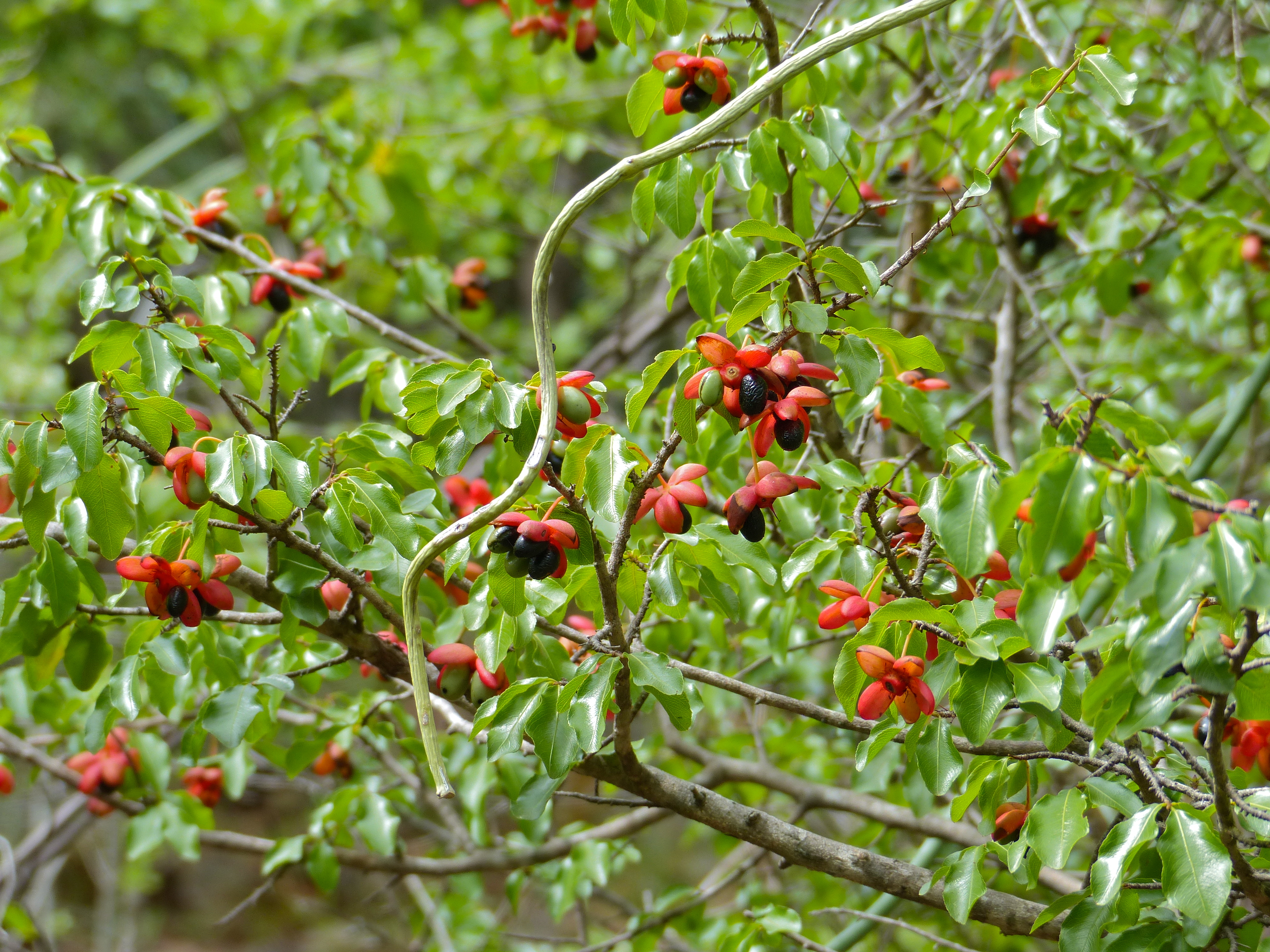
Ochna serrulata (Parc national Kruger, en Afrique du Sud).

## Répartition
Originaire d'Afrique du Sud, cette espèce est envahissante en Australie et Nouvelle-Zélande.